# Tokat
Tokat là một thành phố thuộc tỉnh Tokat, Thổ Nhĩ Kỳ. Huyện có diện tích 1923 km² và dân số thời điểm năm 2007 là 181262 người, mật độ 94 người/km².

## Khí hậu
| Dữ liệu khí hậu của Tokat                    | Dữ liệu khí hậu của Tokat | Dữ liệu khí hậu của Tokat | Dữ liệu khí hậu của Tokat | Dữ liệu khí hậu của Tokat | Dữ liệu khí hậu của Tokat | Dữ liệu khí hậu của Tokat | Dữ liệu khí hậu của Tokat | Dữ liệu khí hậu của Tokat | Dữ liệu khí hậu của Tokat | Dữ liệu khí hậu của Tokat | Dữ liệu khí hậu của Tokat | Dữ liệu khí hậu của Tokat | Dữ liệu khí hậu của Tokat |
| Tháng                                        | 1                         | 2                         | 3                         | 4                         | 5                         | 6                         | 7                         | 8                         | 9                         | 10                        | 11                        | 12                        | Năm                       |
| -------------------------------------------- | ------------------------- | ------------------------- | ------------------------- | ------------------------- | ------------------------- | ------------------------- | ------------------------- | ------------------------- | ------------------------- | ------------------------- | ------------------------- | ------------------------- | ------------------------- |
| Cao kỉ lục °C (°F)                           | 20.2 (68.4)               | 22.8 (73.0)               | 31.1 (88.0)               | 35.1 (95.2)               | 36.4 (97.5)               | 39.8 (103.6)              | 45.0 (113.0)              | 40.8 (105.4)              | 40.7 (105.3)              | 35.3 (95.5)               | 30.8 (87.4)               | 26.0 (78.8)               | 45.0 (113.0)              |
| Trung bình ngày tối đa °C (°F)               | 6.5 (43.7)                | 8.8 (47.8)                | 13.8 (56.8)               | 19.4 (66.9)               | 24.1 (75.4)               | 27.6 (81.7)               | 30.2 (86.4)               | 30.9 (87.6)               | 27.4 (81.3)               | 21.5 (70.7)               | 13.6 (56.5)               | 8.0 (46.4)                | 19.3 (66.7)               |
| Trung bình ngày °C (°F)                      | 2.1 (35.8)                | 3.6 (38.5)                | 7.8 (46.0)                | 12.6 (54.7)               | 16.6 (61.9)               | 20.1 (68.2)               | 22.9 (73.2)               | 23.3 (73.9)               | 19.6 (67.3)               | 14.6 (58.3)               | 7.6 (45.7)                | 3.7 (38.7)                | 12.9 (55.2)               |
| Tối thiểu trung bình ngày °C (°F)            | −1.4 (29.5)               | −0.6 (30.9)               | 2.9 (37.2)                | 6.6 (43.9)                | 10.3 (50.5)               | 13.7 (56.7)               | 16.3 (61.3)               | 16.7 (62.1)               | 13.0 (55.4)               | 9.0 (48.2)                | 3.0 (37.4)                | 0.4 (32.7)                | 7.5 (45.5)                |
| Thấp kỉ lục °C (°F)                          | −23.4 (−10.1)             | −22.1 (−7.8)              | −21.2 (−6.2)              | −6.3 (20.7)               | 0.0 (32.0)                | 2.7 (36.9)                | 6.1 (43.0)                | 6.7 (44.1)                | 2.4 (36.3)                | −3.2 (26.2)               | −11.8 (10.8)              | −21.0 (−5.8)              | −23.4 (−10.1)             |
| Lượng Giáng thủy trung bình mm (inches)      | 41.1 (1.62)               | 33.8 (1.33)               | 45.8 (1.80)               | 52.5 (2.07)               | 61.7 (2.43)               | 40.4 (1.59)               | 12.7 (0.50)               | 10.1 (0.40)               | 18.2 (0.72)               | 41.4 (1.63)               | 43.1 (1.70)               | 42.1 (1.66)               | 442.9 (17.44)             |
| Số ngày giáng thủy trung bình                | 13.50                     | 12.57                     | 15.67                     | 15.17                     | 15.70                     | 10.63                     | 4.40                      | 3.87                      | 6.83                      | 10.10                     | 10.37                     | 13.87                     | 132.7                     |
| Số giờ nắng trung bình tháng                 | 83.7                      | 104.5                     | 142.6                     | 186.0                     | 226.3                     | 237.0                     | 269.7                     | 282.1                     | 243.0                     | 182.9                     | 129.0                     | 77.5                      | 2.164,3                   |
| Số giờ nắng trung bình ngày                  | 2.7                       | 3.7                       | 4.6                       | 6.2                       | 7.3                       | 7.9                       | 8.7                       | 9.1                       | 8.1                       | 5.9                       | 4.3                       | 2.5                       | 5.9                       |
| Nguồn: Cơ quan Khí tượng Nhà nước Thổ Nhĩ Kỳ |                           |                           |                           |                           |                           |                           |                           |                           |                           |                           |                           |                           |                           |